# Kvarnbyån, Raseborg
Kvarnbyån är en liten flod i Raseborgs stad, Finland. Den har sin källa vid Finnsjön och rinner vidare söderut mot Degersjön. Runt Kvarnbyån finns lövträdsdominerad skog. Åns bredd varierar mellan fem och sju meter. Den är rik på öring, som är fridlyst i ån.